# Astragalus gymnalopecias
Astragalus gymnalopecias es una especie de planta del género Astragalus, de la familia de las leguminosas, orden Fabales.

## Distribución
Astragalus gymnalopecias se distribuye por Turquía.

## Taxonomía
Fue descrita científicamente por Rech. fil. Fue publicada en Oesterr. Bot. Z. 95: 423 (1949).